# Carlos Levin

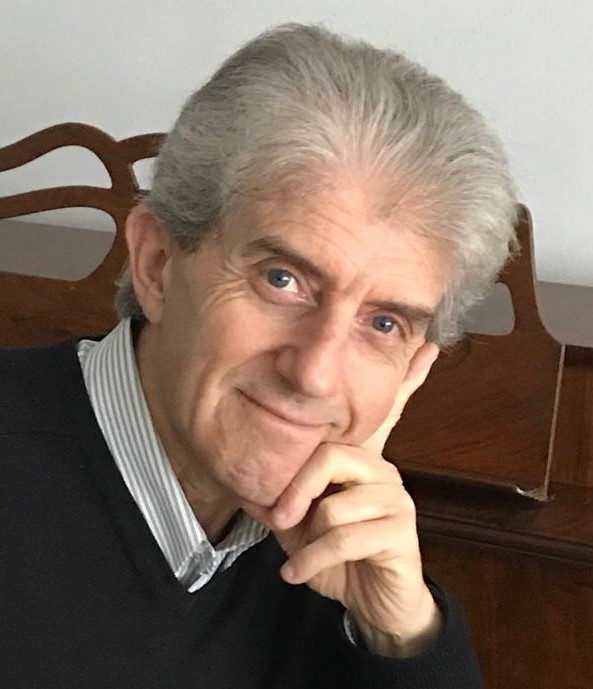
Carlos Levin

Carlos Levin (Young, 1954) es un compositor, arreglador y docente uruguayo.

## Biografía
Nacido en la ciudad de Young, Departamento de Río Negro, Uruguay. Se formó en el Conservatorio Nacional de Música (actualmente Escuela Universitaria de Música) y con distinguidos maestros uruguayos y extranjeros como Amílcar Rodríguez Inda, Abel Carlevaro, Pedro Laniella, Yolanda Rizzardini, Guido Santórsola, Héctor Tosar, Riccardo Bianchini y Leo Brouwer.
Integró el Núcleo de Música Nueva de Montevideo (NMN) y la Sociedad Uruguaya de Música Contemporánea (SUMC).
Ha realizado composiciones musicales y arreglos musicales para solistas, agrupaciones de música de cámara y orquesta. Dentro de los arreglos se encuentra toda la obra de Frédéric Chopin para piano y orquesta en versiones para piano y quinteto de cuerdas.  
Ha incursionado como violonchelista en diferentes agrupaciones en el ámbito académico y popular.
Ha ejercido la docencia musical en diferentes instituciones del país.

## Composiciones
Obras para: guitarra; piano; clavicembalo; órgano de tubos; coro mixto a capela; orquesta; trío de guitarras; cuarteto de guitarras; flauta y guitarra; canto y guitarra; canto y piano; violín y piano; piano y tres tamboriles; violín, violonchelo y guitarra; canto, violín, violonchelo y guitarra; flauta, violín, violonchelo y guitarra; canto, oboe, viola y piano; violonchelo y grupo de percusión; guitarra y pequeña orquesta de cuerdas o quinteto de cuerdas; viola y guitarra; clarinete y piano.

## Arreglos
-Para piano y orquesta de cuerdas: Frédéric Chopin: Concierto Nº1 en mi menor, op.11.
-Para piano y quinteto de cuerdas: Frédéric Chopin: Concierto Nº1 en mi menor, op.11; Concierto Nº2 en fa menor, op.21; Gran Fantasía sobre temas populares polacos, Op.13; Krakowiak, Op.14; Variaciones sobre "La Cidarem la Mano", Op.2 y Gran Polonesa Brillante; Op.22.

## Docencia
Docente de armonía, contrapunto, análisis musical e introducción a la composición musical en diferentes instituciones de Uruguay.

## Intérprete
Ha incursionado como violonchelista en diferentes agrupaciones en el ámbito académico (Grupo Decámara; Orquesta Ars Musicae - Dir.: Renée Pietrafesa) y popular (Ensamble Acústico; Recitales de música gallega con Cristina Fernández y Washington Carrasco). 

## Grabaciones
Como intérprete: Ensamble Acústico / Un exceso de luz, 1989; Sello: Perro Andaluz. Como compositor: Compositores del Uruguay, 1999 - Sello: Tacuabé; Compositoras y Compositores del Uruguay, 2015 - Mujeres en Música Filial Uruguay, Apoyo: Fondo Nacional de Música (Fonam); Carlos Levin / Música de Cámara, 2022, Apoyo: Agadu

## Audición de obras
/ Obras de Carlos Levin

## Catálogo de obras
Integra el catálogo de obras para guitarra Compositores Uruguayos del Siglo XX del colombiano Juan Olaya (Editorial Capibara, 2004).

## Premios y Representaciones
Finalista en el Concurso Latinoamericano de composiciones para guitarra «Agustín Barrios Mangoré» en Asunción (Paraguay-1994). Formó parte del grupo de compositores interpretados en la disertación a cargo del maestro Abel Carlevaro: «La música para guitarra en el Uruguay» (Montevideo, 1996). Representó a Uruguay, como compositor y arreglador, en festivales uruguayos: Encuentro de la Guitarra Uruguaya (Montevideo, 2005); Festival Interamericano de Canto de Cámara (Montevideo, 2013) y extranjeros: ISCM: World Music Days (2001, Yokohama, Japón), con apoyo del Fondo Nacional de Música (Fonam); The Festival of Light (Hong Kong, 2001); The Joy of Music Festival (Hong Kong, 2010); The Joy of Chopin & Schumann (Singapur, 2010);  y XVII Festival Latinoamericano de Música (Caracas - Venezuela, 2012), con apoyo del Ministerio de Educación y Cultura de Uruguay. Ganador de uno de los “Premios Nacionales de Música 2023” (Montevideo - Uruguay, 2023), organizado por el Ministerio de Educación y Cultura de Uruguay.